# ألبرت غيير
ألبرت غيير (بالألمانية: Albert Geyer) (و. 1846 – 1938 م) هو مهندس معماري ألماني، ولد في تشارلوتنبرغ، توفي في برلين، عن عمر يناهز 92 عاماً.